# Нарбаев, Бекжасар Нарибаевич
Бекжасар Нарибаевич Нарбаев (01.01.1943) — доктор политических наук, учёный, педагог, профессор, заслуженный работник дипломатической службы РК, почётный гражданин г. Хошимина (Вьетнам).

## Биография
Б.Н. Нарбаев родился 1 января 1943 г. в селе Бектобе Жамбылского района Жамбылской области.
С 1961 по 1968 год учился на биологическом факультете КазНУ им. Аль-Фараби. С 1990 по 1994 год учился в аспирантуре
Ленинградского государственного университета.

## Трудовая деятельность
1. 1971–1986 - преподаватель, доцент КазНУ им. Аль-Фараби
2. 1986–1987 - заместитель председателя Торгово-промышленной палаты Казахской ССР
3. 1987–1992 - доцент, заведующая кафедрой Казахского государственного женского педагогического института
4. 1992–1996 - 1-й секретарь, советник Посольства Республики Казахстан в Турции
5. 1997-1999 - заместитель начальника, начальник, директор Департамента Центрального аппарата Министерства иностранных дел Республики Казахстан
6. 1999-2003 - Вице-министр иностранных дел Республики Казахстан, Чрезвычайный и Полномочный Посол Республики Казахстан в Исламской Республике Пакистан
7. 2003-2004 - генеральный секретарь Организации экономического сотрудничества и развития
8. 2004-2005 - чрезвычайный и Полномочный Посол в Центральном аппарате Министерства иностранных дел Республики Казахстан
9. 2005-2006 -  советник Министерства иностранных дел Республики Казахстан
10. 2007-2008 - советник по международным связям ректора Казахского национального аграрного университета
11. с 2008 г. - профессор, проректор по международным связям Казахского национального аграрного университета

## Научные, литературные труды
Автор 90 научных работ, в том числе 5 монографий, 4 учебных пособия.

## Награды и звания
1. Доктор политических наук (2006)
2. Профессор (2008)
3. Почетный гражданин г. Хошимина (Вьетнам)
4. «Отличник высшего образования СССР» (1984)
5. Медаль «10 лет независимости РК» (2001)
6. Знак отличия (2003)
7. Медаль «10 лет Конституций РК» (2005)
8. Медаль «10 лет Астане» (2008)